# 屠由信
屠由信，字阜生，浙江紹興人，中華民國海軍陸戰隊中將司令。

## 生平
屠由信畢業於中華民國陸軍軍官學校七分校第17期步兵科、陸軍指揮參謀學校正規班第12期，歷任中華民國海軍陸戰隊副司令、司令等職。
1953年，屠由信作為中華民國陸戰隊第一旅第三大隊副大隊長參與了東山島戰役。1982年，時任陸戰隊中將司令的屠由信於南沙群島的太平島駐軍，因當地的木質棧橋損壞，他下令另造新棧橋，由台灣調用工兵連100多人進駐太平島施工。這項工程在缺乏專業人士指導下，仰賴官兵按照島上潮汐狀況摸索興建，費時年餘完工；當時陸戰工兵連亦協助整修島上的中央公路，另修建兩座圓形碉堡。